# Gunung Tungkuh Tige
Gunung Tungkuh Tige är ett berg i Indonesien.   Det ligger i provinsen Aceh, i den västra delen av landet, 1 600 km nordväst om huvudstaden Jakarta. Toppen på Gunung Tungkuh Tige är 2 022 meter över havet, eller 559 meter över den omgivande terrängen. Bredden vid basen är 20,2 km. Gunung Tungkuh Tige ingår i Pegunungan Pase.
Terrängen runt Gunung Tungkuh Tige är kuperad åt sydväst, men åt nordost är den bergig. Trakten runt Gunung Tungkuh Tige är nära nog obefolkad, med mindre än två invånare per kvadratkilometer. I omgivningarna runt Gunung Tungkuh Tige växer i huvudsak städsegrön lövskog.